# Kulintang

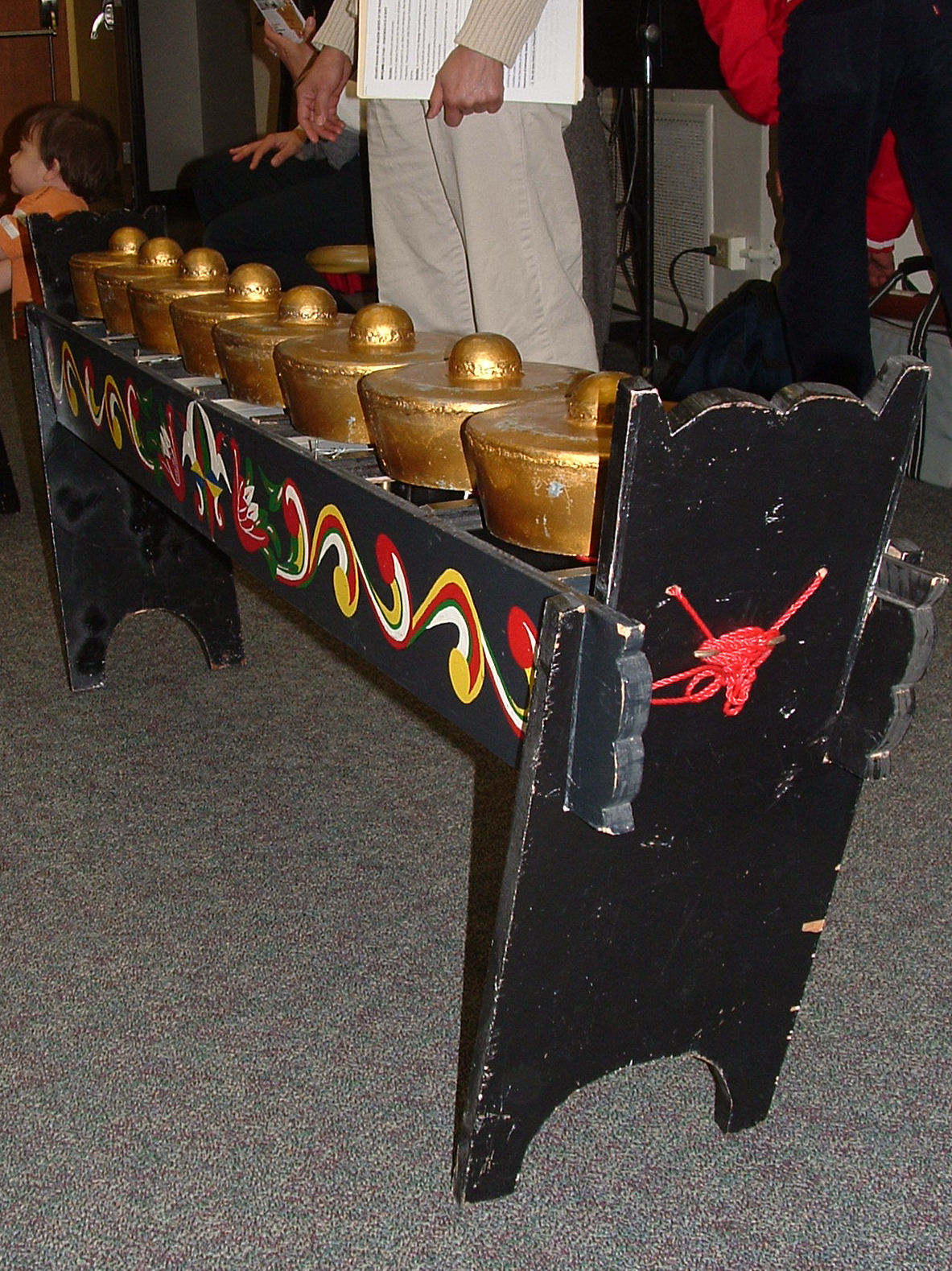
Kulintangbrett

Kulintang, auch kolintang, bezeichnet eine Reihe horizontal gelagerter Buckelgongs, die auf der südphilippinischen Insel Mindanao als führendes Melodieinstrument gespielt wird. Das gesamte, durch große aufgehängte Gongs und Trommeln ergänzte Ensemble heißt ebenfalls kulintang. Es gehört zu der in Südostasien verbreiteten Gong- und Glockenspielkultur und war unter diesem Namen auch in der höfischen Musik der Nordmolukken weit verbreitet.
Namens- und formverwandt ist das kulintangan im malaysischen Bundesstaat Sabah auf Borneo. Es ist nicht zu verwechseln mit dem Kastenxylophon kolintang in der Region Minahasa in Nordsulawesi. In Tana Toraja in Südsulawesi kann kolintang ein Metallophon bedeuten.

## Verbreitung
Ihre heutige Form erreichte diese Musikform, indem man den Klängen klobige Gongs hinzufügte, die man der Kultur der Sunda-Inseln entnahm und die Instrumente zu einer musikalischen Gruppe zusammenschloss. Die Beziehung, die zwischen dieser Form der Musik und den verschiedenen einheimischen Kulturen besteht, ist sehr ausgeprägt und reicht weiter zurück, als der Einfluss des Islams, des Christentums oder der westlichen Welt. Man entlockt dem Instrument seine Töne, indem man mit zwei hölzernen Klöppeln auf die Buckel am Kopf der Gongs schlägt.
Die Verbreitung des Kulintang reicht quer durch die unterschiedlichsten Sprach- und Volksgruppierungen. So wird anstatt des Begriffs Kulintang bei den Maranao und den Sulawesi die Bezeichnung Kolintang verwendet, die Völker von Sabah und dem Sulu-Archipel benutzen dagegen den Begriff Kulintangan, während bei den im Inland lebenden Molukken der Name Totobuang geläufig ist.
Im 20. Jahrhundert erweiterte sich der Begriff Kulintang und wurde zu einer Bezeichnung für ein vollständiges Maguindanao Ensemble, das sich aus insgesamt fünf oder sechs Instrumenten zusammensetzt. Üblicherweise wird eine solche Musikgruppe als Basalen oder Palabunibuyan bezeichnet. Der letztgenannte Name bezeichnet „ein Ensemble aus lauten Instrumenten“ bzw. „musizieren“ oder in diesem Fall „musizieren mit einem Kulintang.“

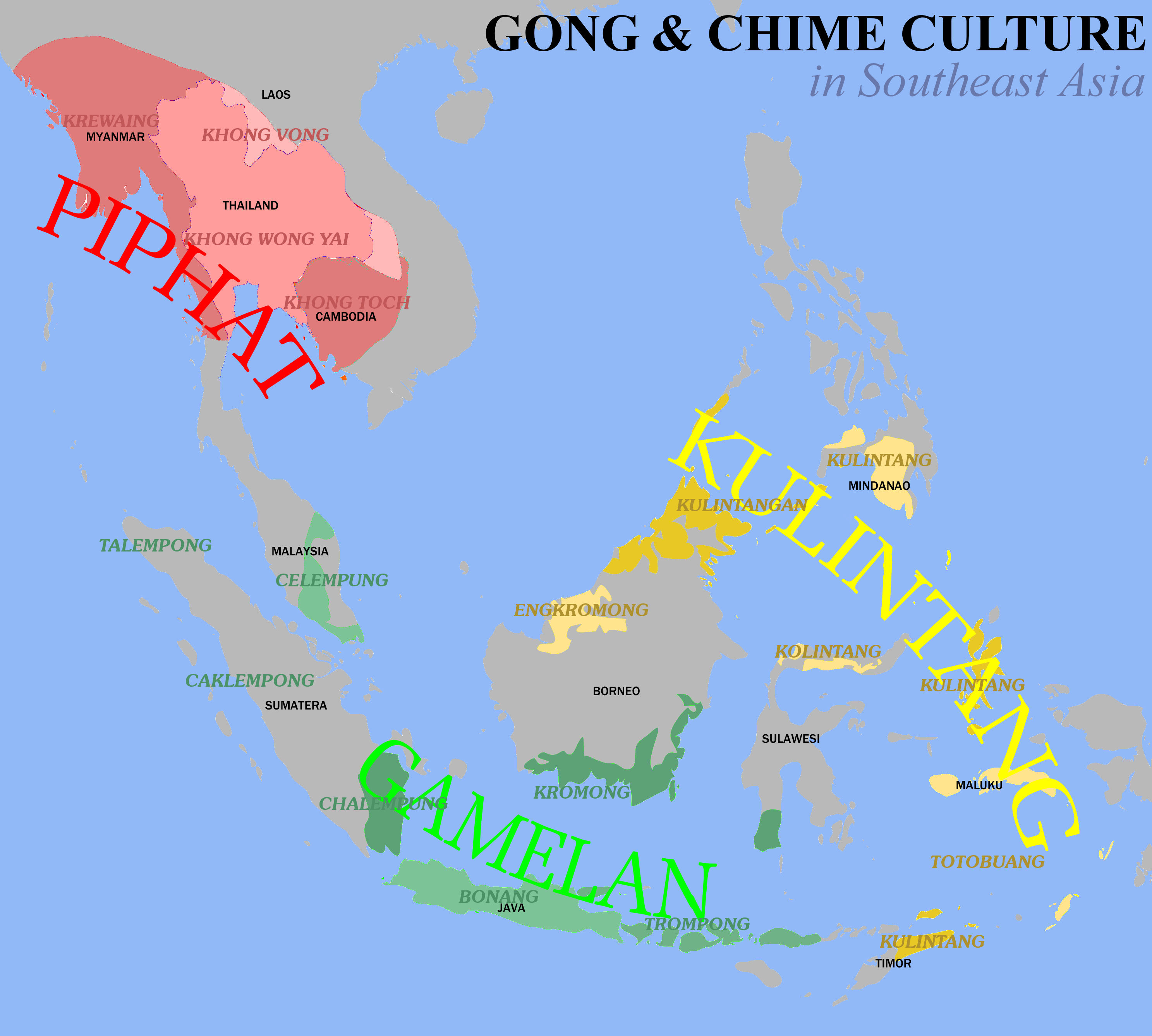
Die Karte zeigt die Verbreitung der Kulintang-Musik in Südostasien

Das Kulintang gehört zu einer größeren Familie, respektive einem Kollektiv einer „Glockenspiel Kultur“, die sich vor allem in Südostasien verbreitet hat. Zusammenfassend kann man die verschiedenen traditionellen Gruppen, die mit Gonginstrumenten musizieren, geographisch in drei Hauptgruppierungen einordnen. Neben dem Kulintang sind hierbei der Gamelan des westlichen Indonesiens zu nennen, sowie das Pi Phat aus Thailand, Burma, Kambodscha und Laos, die allesamt ihre Gongs weder von Blas- noch von Saiteninstrumente begleiten lassen. Wie die beiden anderen wird die Kulintangmusik hauptsächlich in einem Orchester gespielt und besteht aus verschiedenen rhythmischen Anteilen, die einander angereiht vorgetragen werden. Die Musik basiert auf Pentatonik, einer Tonleiter, die nicht aus 7, sondern lediglich aus 5 Tönen besteht. Trotzdem unterscheidet sich die Kulintangmusik in vielen Aspekten von der Gamelanmusik, wie zum Beispiel sehr maßgebend durch die Art, wie sich die Melodien aufbauen. Bei dem Gamelan bewegt sich die Musik innerhalb eines Rahmens von stützenden Tönen und es fordert für das Einsetzen jedes Instrumentes vorgeschriebene Zeitintervalle. Der musikalische Rahmen der Kulintangmusik gestaltet sich dagegen weitaus flexibler, besitzt keinerlei einsetzende Intervalle und spricht der Improvisation eine vorherrschende Bedeutung zu.
Da derlei Kulintang-ähnliche Ensembles in verschiedenartigen Zusammenstellungen und in unterschiedlichen Sprachen existieren, findet sich eine weite Variation an Begriffen für diesen waagerecht aufgebauten Satz von Gongs. Alleine der Ursprungsbegriff Kulintang ist ebenso unter den Namen Kolintang, Kolintan, Kulintangan, Kwintangan, K’lintang oder Gong Sembilan, Gong Duablas, Momo, Totobuang, Nekara,  Engkromong, Kromong/Enkromong und als Kakula/Kakula nuada. anzutreffen.
Kulintang-artige Instrumente werden von den Maguindanao, den Maranao, den Illanun, den Kalagan, den Kalibugan und neuerdings von den T'boli, den B‘Laan und den Subanao aus Mindanao gespielt, von den Tausūg, den Samal, den Sama/Badjao, den Yakan und den Sangir/Sangil aus Sulu, von den Bewohnern von Ambon, den Banda-Inseln, auf Seram, auf Ternate, auf Tidore und von den Kei aus Maluku, von den Bajau, den Suluk, den Murut, den Kadazan-Dusan, den Kadayah sowie den Paitanic-Völkern von Sabah, wie auch von den Malaien von Brunei, den Bidayuh und den Iban/Sea Dayaks von Sarawak, den Bolaang Mongondow und den Kailinese/Toli-Toli aus Sulawesi und von anderen Gruppen in Banjermasin und Tanjung auf Kalimantan und Timor.

## Instrumente

### Aufbau

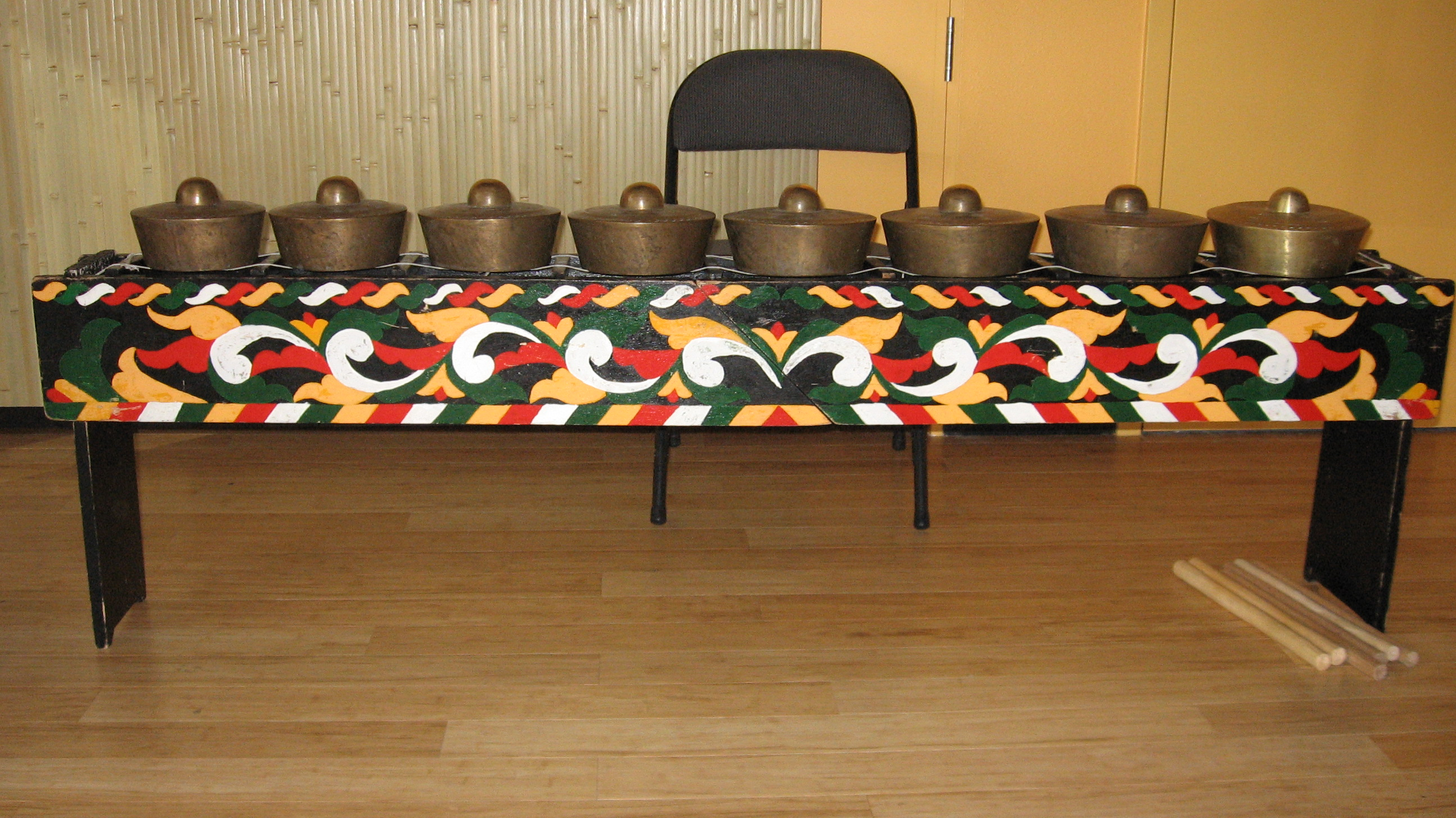
Bild eines Kulintanginstrumentes.

Das Instrument mit dem Namen Kulintang (oder unter seinen anderen Bezeichnungen) besteht aus einer Reihe/einem Satz von 5 bis 9 kleinen, erhabenen, gestaffelt arrangierten, topfförmigen Gongs, die horizontal auf einem Brett entsprechend ihrer Tonhöhe angeordnet sind, wobei derjenige mit dem tiefsten Klang sich links vom Spieler befindet.
Die Gongs liegen in dem Instrument aufrecht aneinandergereiht und werden von zwei Stricken/Schnüren eingefasst, die parallel zum Längsrahmen verlaufen. Bambus- bzw. Holzstöcke oder -stäbe, die senkrecht quer über dem Rahmen eingefasst sind, unterteilen die Gongs und bilden einen Kulintangsatz mit dem Namen Pasangan.

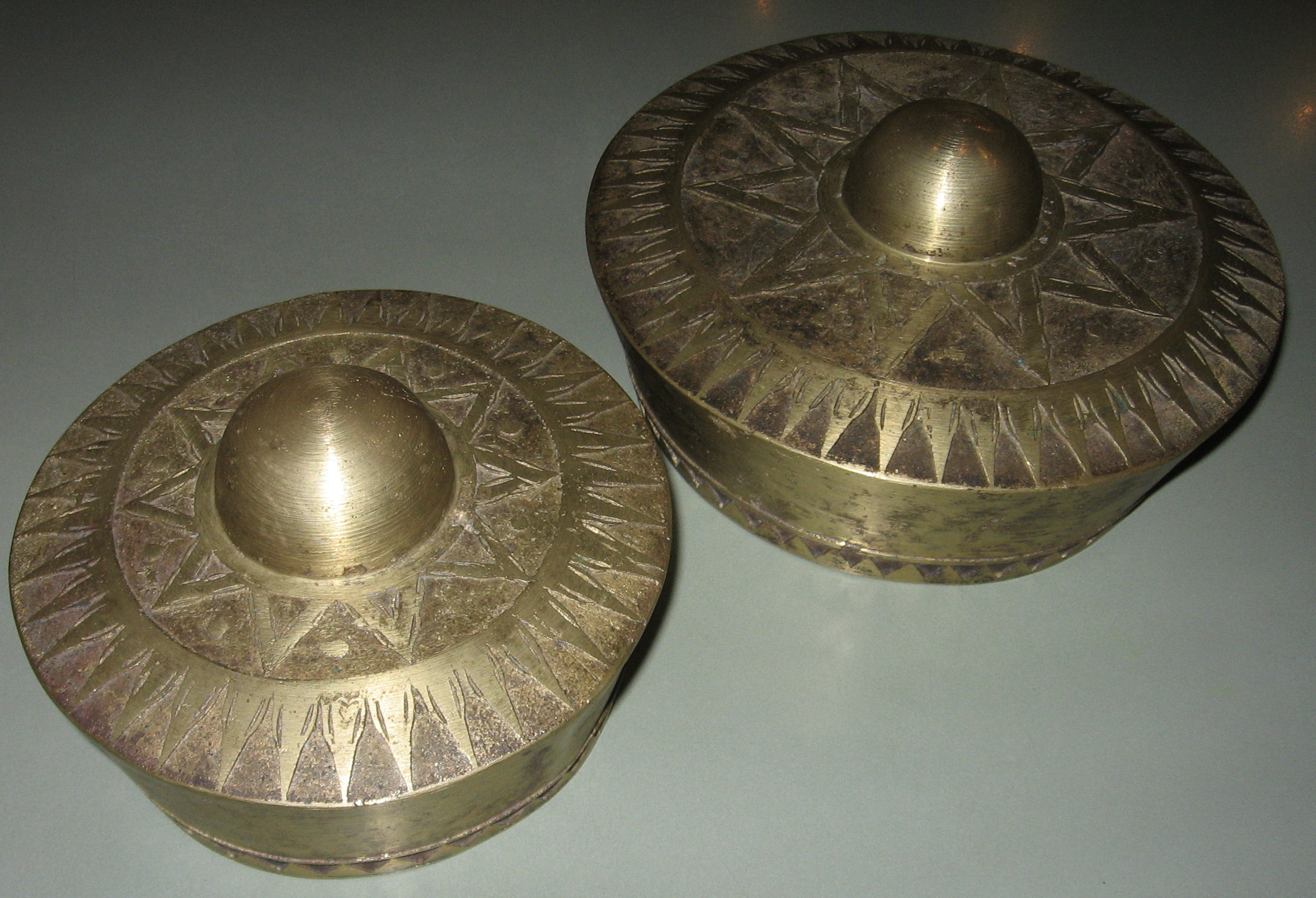
Die verschieden großen Kulintanggongs aus Bronze.

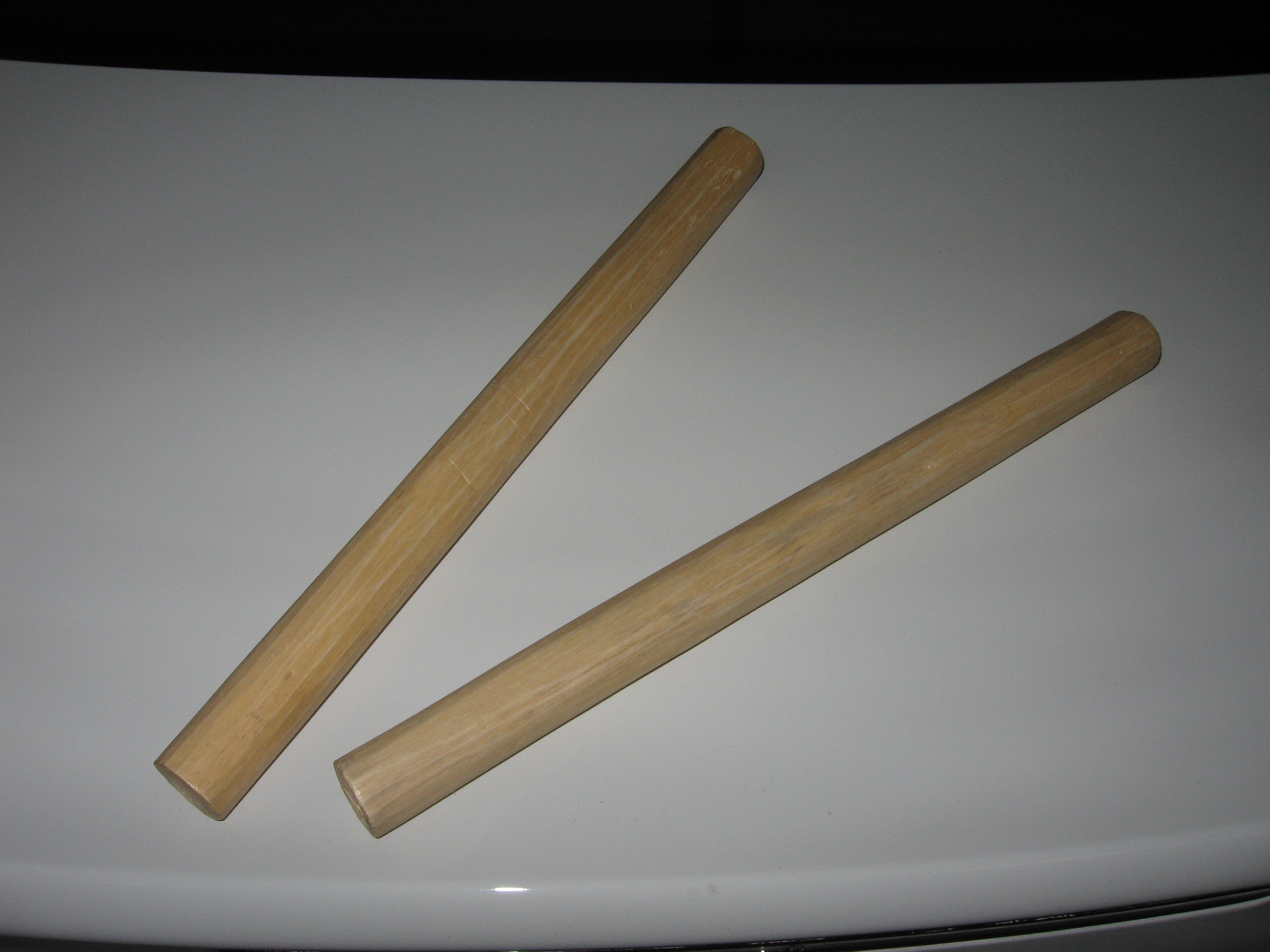
Zum Schlagen der Gongs wird ein leichter Klöppel benutzt.

Die Gongs können zwei, drei oder nur 1/8 Pfund (747 g, 1120 g bzw. 46,1 g) wiegen und haben einen Durchmesser von 7 – 10 Zoll (17,8 cm – 25,4 cm) bei einer Höhe von 4 – 5 Zoll (10,2 cm – 12,7 cm). Traditionell werden sie aus Bronze gefertigt, aber aufgrund des Mangels an Bronze sind ebenso Messing-Gongs mit nur wenig schlechteren Klängen gebräuchlich.
Das Brett des Kulintanginstruments wird von den Maguindanaos als Antagan bezeichnet, was so viel wie „gruppiert“ heißt, wobei es bei den Marano unter dem Begriff Langkonga bekannt ist. Es kann recht prunklos gestaltet sein, so dass es lediglich aus einfachen Bambus- bzw. Holzlatten gefertigt ist oder aber es ist reich mit künstlerischem Design verziert und mit traditionellen Okir-Motiven oder Arabesken versehen.

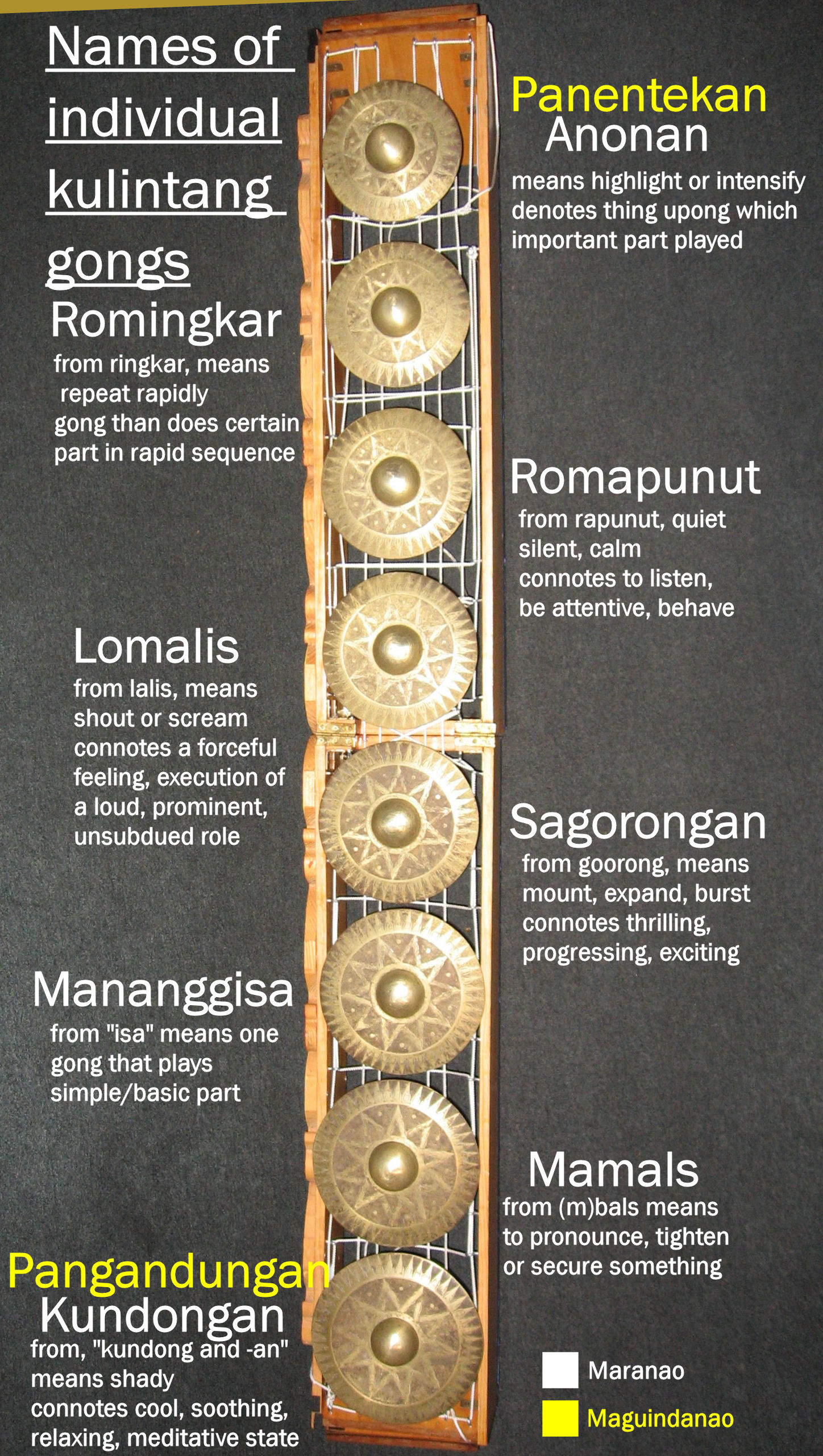
Jeder der Kulintanggongs besitzt seinen individuellen Namen

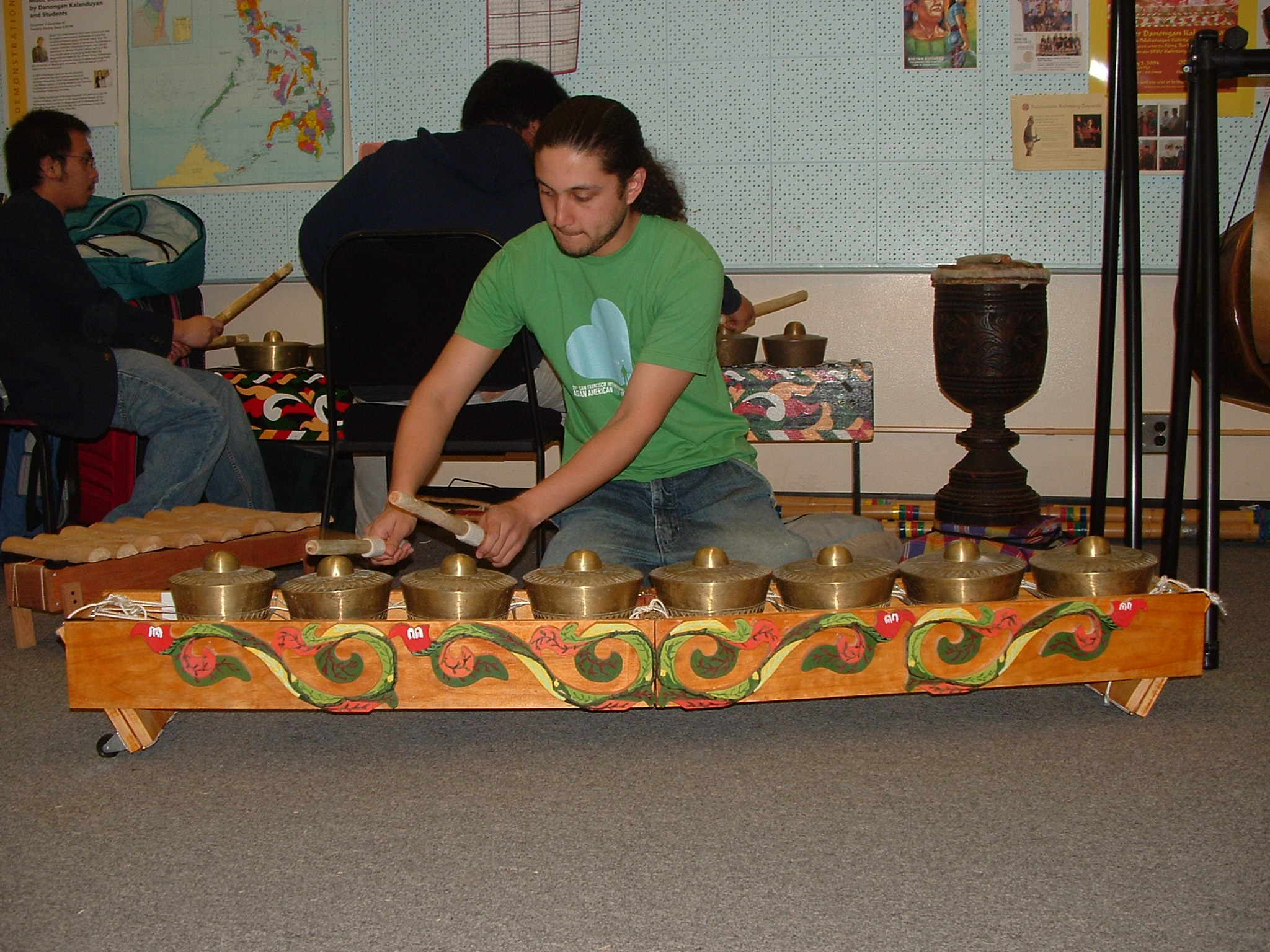
Auf dem Sulu-Archipel spielt man das Kulintang auf dem Boden.

### Technik
Um das Kulintang zu spielen, schlägt man mit zwei hölzernen Klöppeln auf den Buckel am Kopf der Gongs. Während des Kulintangspiels sitzen die Maguindanao und die Maranon immer auf einem Stuhl, während die Tausūg/Suluk, aber auch andere Gruppen, die das Kulintangan verwenden, gemeinschaftlich auf dem Boden sitzen. Bei moderneren Formaten wirbeln die Künstler während der Darbietung mit den Schlägern umher, jonglieren sie in der Luft, variieren das Arrangement der Gongs entweder vor oder noch während des Spiels, kreuzen beim Spielen die Hände oder fügen dem Vortrag schnelle Feuerstöße hinzu, um auf diese Art die Grazie und die Kunstfertigkeit des Spiels hervorzuheben.

### Gussverfahren
Die Gongs für das Kulintang werden mittels des Wachsausschmelzverfahrens hergestellt, einem Verfahren, das für das Gießen individueller Gongs eine verlorene Form verwendet, die zerstört werden muss, um den Guss freizugeben. In der ersten Phase werden Replikas des Gongs entweder aus Bienenwachs (Talo) oder Kerzenwachs (Kandila) erstellt. Die Wachsform wird mit einer speziellen Mixtur aus fein gepuderter Kohle und Lehm behandelt, mit der die Wachsoberfläche mittels einer Bürste bezogen wird. Die Schichten werden dann zum Trocken in die Sonne gelegt. Danach wird die komplette Form in einem Backofen erhitzt, bis das Wachs weggeschmolzen und die Kohle-Lehm-Mixtur ausgehärtet ist, so dass schließlich eine hohle Hülle übrig bleibt.
Die geschmolzene Bronze wird anschließend über eine Mündung in den Hohlraum dieser ausgehärteten Form eingegossen und danach bis zu einem bestimmten Grad abkühlen lassen, wobei die Kohle-Lehm-Schicht zerbricht und den neuen Gong freigibt. Der Gong wird anschließend veredelt, gereinigt und unter Umständen von dem Panday (dem Gonghersteller) gekennzeichnet. Zum Abschluss wird das fertige Produkt durch den so genannten Tongkol-Prozess weiter veredelt. Hierbei wird der Buckel des Gongs mit dem Hammer entweder von innen bearbeitet, um die Tonhöhe leicht zu erhöhen, oder man beschlägt ihn von außen, um ihn tiefer klingen zu lassen.
Der richtige Klang findet sich alleine durch das Gehör des Bearbeiters, wobei der Spieler eine Reihe von Gongs anschlägt, um die melodische Kontur zu finden, die dem jeweiligen Gong eigen ist.

### Methoden des Stimmens

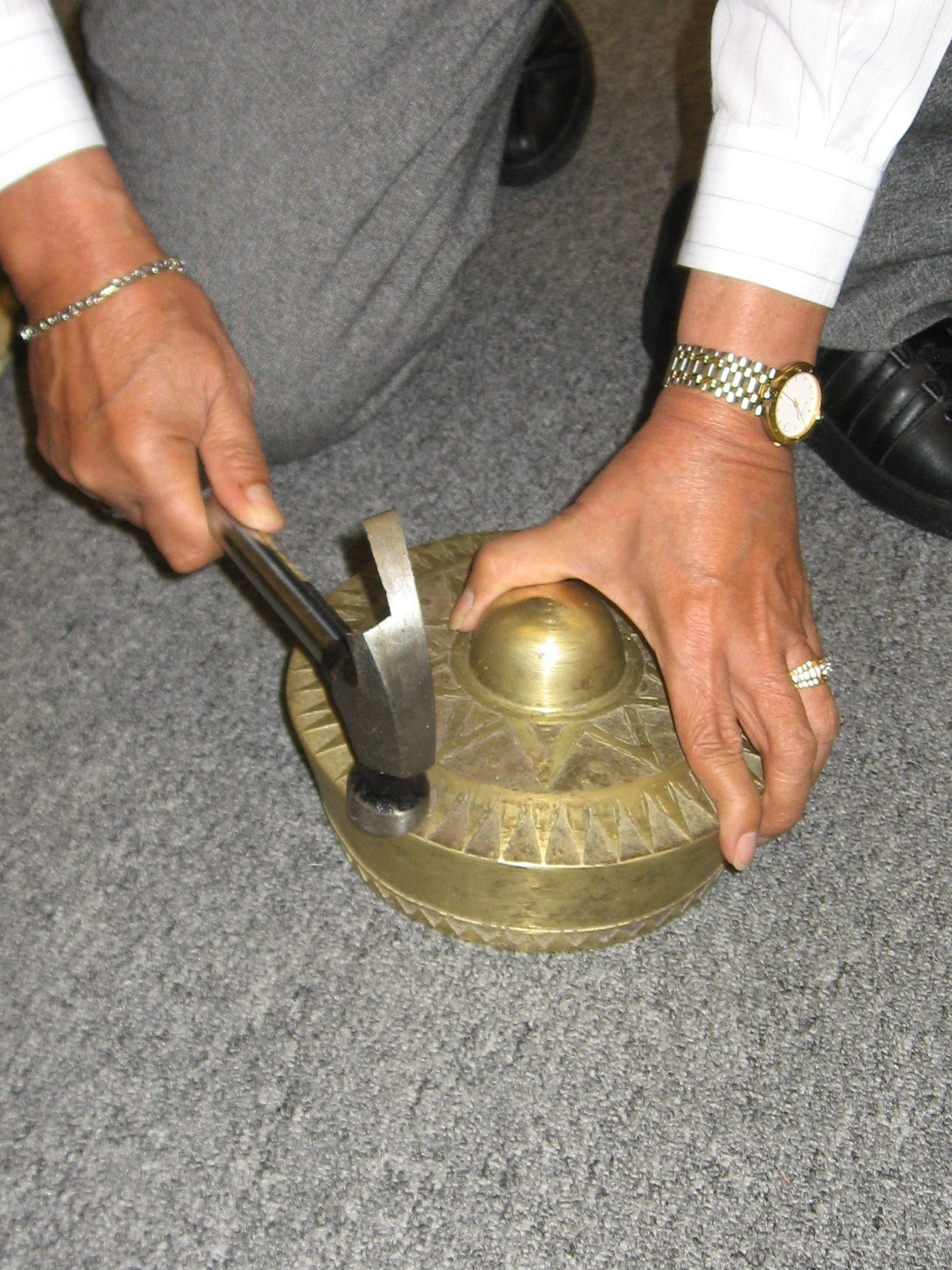
Beim Tongkol-Prozess wird ein Hammer zum Stimmen des Gongs verwendet.

Im Gegensatz zu westlichen Instrumenten gibt nirgendwo auf den Philippinen einen Stimmsatz zu Kulintangsätzen. Es existieren somit deutliche Variationen zwischen jedem Satz. Diese Unterschiede begründen sich durch die Machart, die Größe und die Form. Zudem gibt die stetige Beanspruchung bei der Verwendung jedem Kulintangsatz eine spezifische Tonhöhe, einen einmaligen Nachklang und eine einzigartige Klangfarbe.
Trotz der vernehmbaren Abstimmungsunterschiede sind durchaus Übereinstimmungen innerhalb der Kontur zu vernehmen, hört man dieselbe Melodie auf verschiedenen Kulintang-Sätzen. Diese Gemeinsamkeiten resultieren aus der gleichartigen Intervallbeziehung von mehr oder weniger abstandsgleichen Klangweiten zwischen den Tönen jedes Gongs.
Die Methoden der Instrumentenstimmung unterscheiden sich daher deutlich von den bekannten Methoden zum Stimmen eines Instrumentes, da man die Töne weder anzugleichen versucht, noch sich auf ein System von Standardtönen bezieht. Stattdessen legt man zum Stimmen bestimmte gleichartige Muster von langen und kurzen Intervallen zugrunde. Eine Methode, wie sie ebenso bei Gamelan-Orchestern des westlichen Indonesiens zu finden ist. Obgleich die Künstler der Maguindanao, der Maranao und der Tausūg kein Prinzip einer Tonleiter besitzen, da ihre Gewichtung auf dem Konzept einer rhythmischen Spielart basiert, finden sich bei ihnen die Pélog- und Slendro-Tonleitern des westlichen Indonesiens. Dennoch reichen ihnen ihre eigenen davon abweichenden Pentatonik- bzw. Heptatonik-Tonleitern zumeist aus.

### Notationssystem

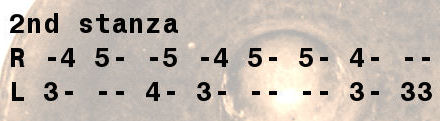
Beispiel einer Kulintang Ziffernnotation.

Da sich diese Musik innerhalb einfacher Sozialgemeinschaften entwickelt hat, ist das Kulintang lange Zeit frei von einem Notationssystem geblieben. Kompositionen wurden von Generation zu Generation durch Mündliche Überlieferung weitergereicht, ohne das dabei eine Notwendigkeit zu einer Notation der Stücke entstanden wäre.
In jüngerer Zeit versucht man nun jedoch die Musikstücke in eine Ziffernnotation zu übertragen. Dabei werden die Gongs einem Nummernsystem von 1 bis 8 zugeordnet. So wird zum Beispiel dem Gong mit der niedrigsten Tonart die Ziffer 1 zugeteilt, dem benachbarten Gong die Ziffer 2, bis sich letztlich die Ziffer 8 auf den Gong mit dem höchsten Ton bezieht.

### Das feminine Instrument
Das Kulintang wurde bei vielen Volksgruppe traditionell als ein Instrument der Frauen angesehen: So bei den Maguindanao, den Maranao, den Tausūg/Sukul, den Samal, den Badjao/Sama, den Illanum, den Kadazan, den Murut, den Bidayuh und den Iban. Im traditionellen Sinne assoziiert man das Spiel des Kulintang mit graziösen, zarten, bedächtigen und gelösten Bewegungen, die zum einen Eleganz und zum anderen die die Frauen untereinander verbindende Schicklichkeit verkörpert.
Heutzutage spielen sowohl Frauen als auch Männer alle fünf Instrumente, da das Kulintang nicht mehr als ein allein den Frauen vorbehaltenes Instrument angesehen wird. Tatsächlich sind die renommiertesten Spieler des Kulintangs mittlerweile männlichen Geschlechts.

## Aufführungen

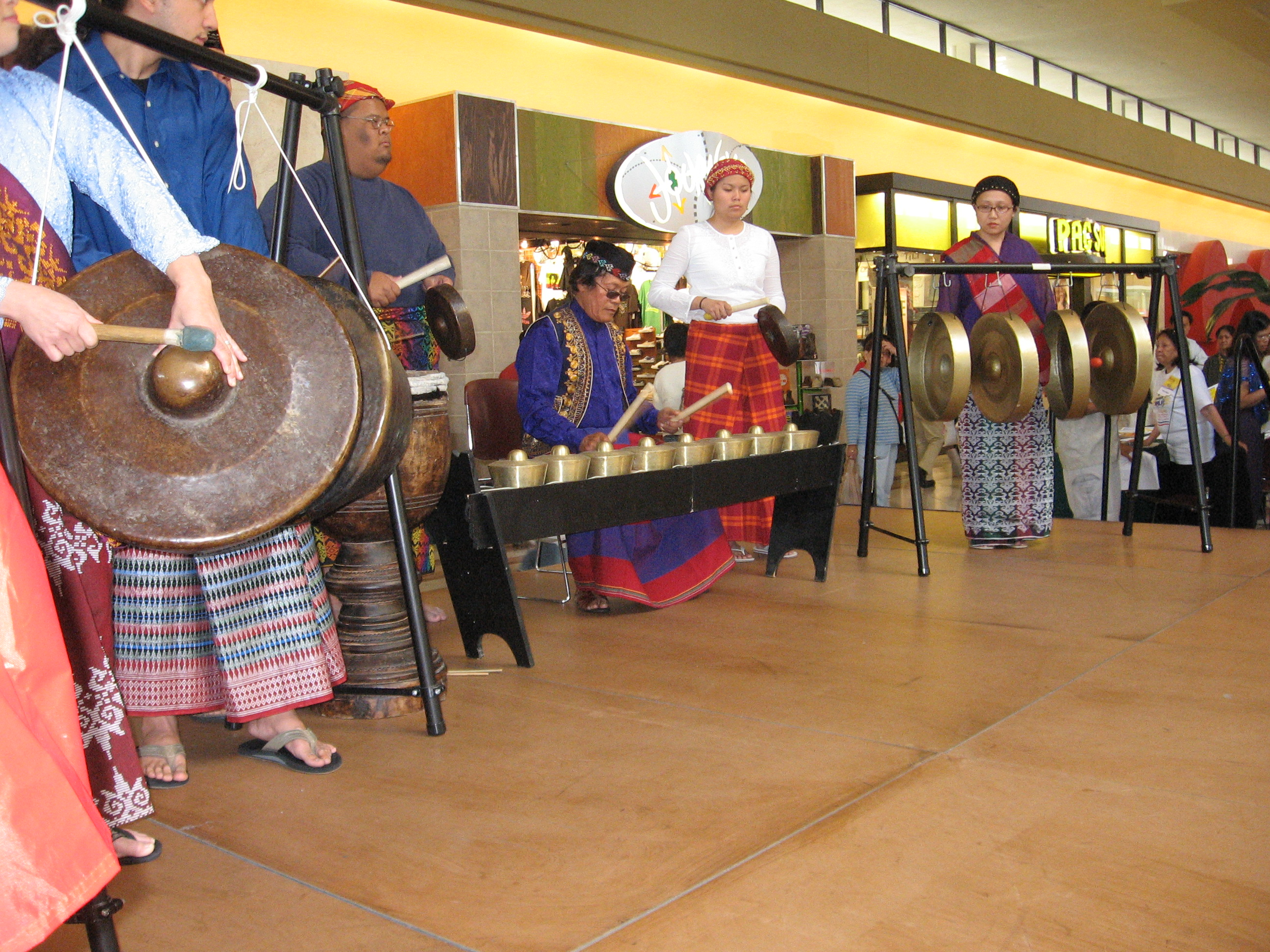
Ein Auftritt eines Kulintang-Ensemble in Daly City.

Die Hauptaufgabe der Kulintangmusik besteht innerhalb einer Gesellschaft darin, als soziale Unterhaltung zu fungiere, das auf einem nichtprofessionellen Folkloreniveau stattfindet. Das einzigartige bei dieser Musik ist, dass sie als eine öffentliche Musik zu betrachten ist und das Gefühl vermittelt, dass es jedem erlaubt ist, daran teilzunehmen. So musizieren nicht alleine die Spieler, auch von dem einen oder anderen Zuhörer wird erwartet, dass er mitwirkt.
Diese Aufführungen haben eine wichtige Funktion, da sie Menschen in eine Gemeinschaft einführen, angrenzende Gebiete zusammenbringen und helfen, Gemeinschaften zu vereinigen, die sich auf andere Weise niemals gegenseitig beeinflusst hätten. Traditionsgemäß ist bei der Aufführung eines Kulintangstücks eine Beteiligung rein freiwillig. Die Musiker sehen ihre Darbietung lediglich als eine Gelegenheit an, um Anerkennung zu erlangen, sowie Prestige und Respekt von der Gemeinschaft zu erhalten, ohne dass sie darüber hinaus eine weitere Erwartung hätten.
In der Regel können Aufführungen entweder als formell oder informell klassifiziert werden. Ein formeller Vortrag hält sich an einen angestammten Satz von Regeln, die das Spiel regulieren. Zudem sind hierbei im Allgemeinen Leute einbezogen, die von außerhalb der Gruppe stammen und nicht der lokalen Gemeinschaft angehören.
Informelle Aufführungen sind dagegen genau das Gegenteil. Die strikten Regeln, die das Spiel normalerweise lenken, werden hierbei oftmals ignoriert und die Musizierenden sind gewöhnlich Menschen, die einander vertraut und üblicherweise enge Familienmitglieder sind.
Gerade diese Darbietungen sind es, die Amateuren eine Möglichkeit bieten, ihre Fertigkeiten an diesem Instrument zu erweitern. Jungen und Mädchen können hier praktische Erfahrungen mit dem Instrument sammeln, indem sie die kleineren Varianten des Kulintang, das Saronay und das Inubab, mit einem vollständigen Kulintang tauschen. Ensembles müssen jedoch nicht notwendigerweise aus fünf Instrumenten bestehen, wie es bei formellen Aufführung üblich ist, sie können ebenso aus nur vier verschiedenen Instrumenten (drei Gandingan-Gongs, einem Kulintang, einem Agung und einem Dabakan), aus drei Instrumenten (einem Kulintang, einem Dabakan und entweder einem Agung oder drei Gandingan-Gongs) oder einfach nur aus einem Kulintang bestehen, das Solo gespielt wird.

### Soziale Funktion

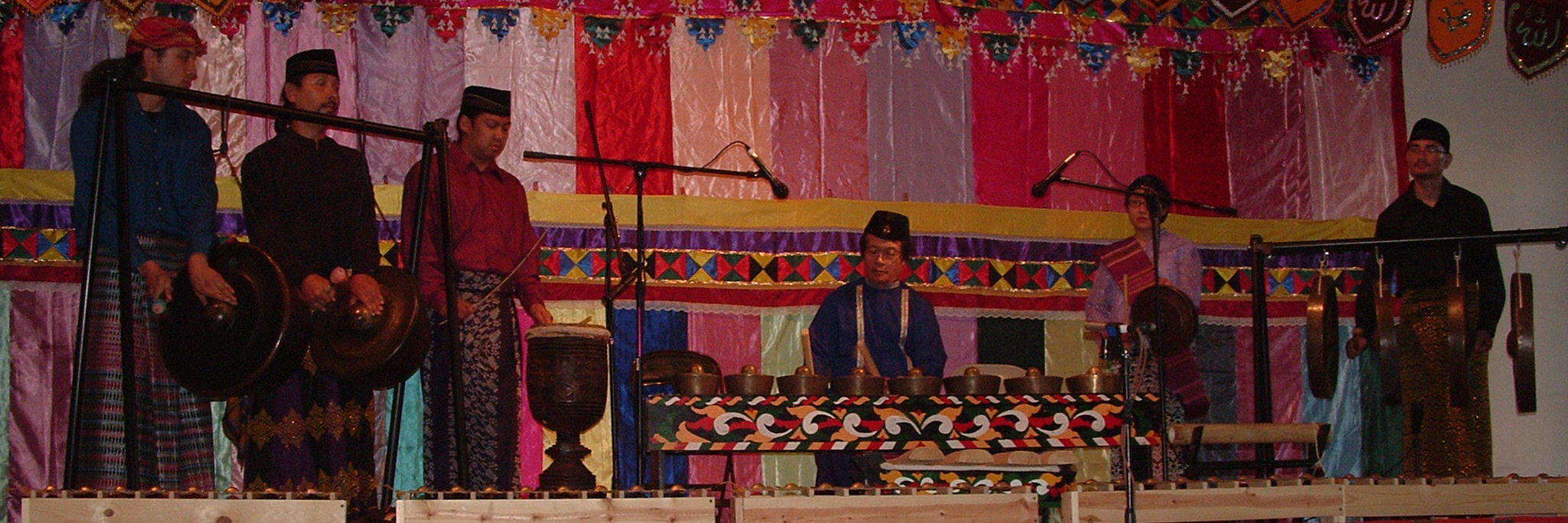
Ein Kulintang-Ensemble sorgt für die Unterhaltung.

Wie bereits erwähnt, kann die Kulintangmusik generell als eine soziale Unterhaltung angesehen werden, die zu verschiedenen Anlässen angeboten wird. Sie dient zum Beispiel als ein unterhaltendes Element während großer Feste, Feierlichkeiten oder Erntezusammenkünften. Weiterhin wird sie zur Erheiterung von Besuchern, Freunden und Verwandten vorgetragen, sie ist aber ebenso bei Paraden anzutreffen. Die Kulintangmusik begleitet zudem bedeutende gesellschaftliche Zeremonien, wie Hochzeiten oder die Abreise zur bzw. der Rückkehr von dem Haddsch, der islamischen Pilgerfahrt nach Mekka. Darüber hinaus spielt sie eine signifikante Rolle bei Staatsempfängen, wo sie bei offiziellen Anlässen der Unterhaltung ausländischer Würdenträger und bedeutender Besucher aus fernen Ländern dient, ebenso wie bei Hofzeremonien entweder des Sultans oder des örtlichen Vorstehers, der Inthronisation eines neuen Führers wie auch während der Übertragung eines Sultanats von einer Familie zu einer anderen.

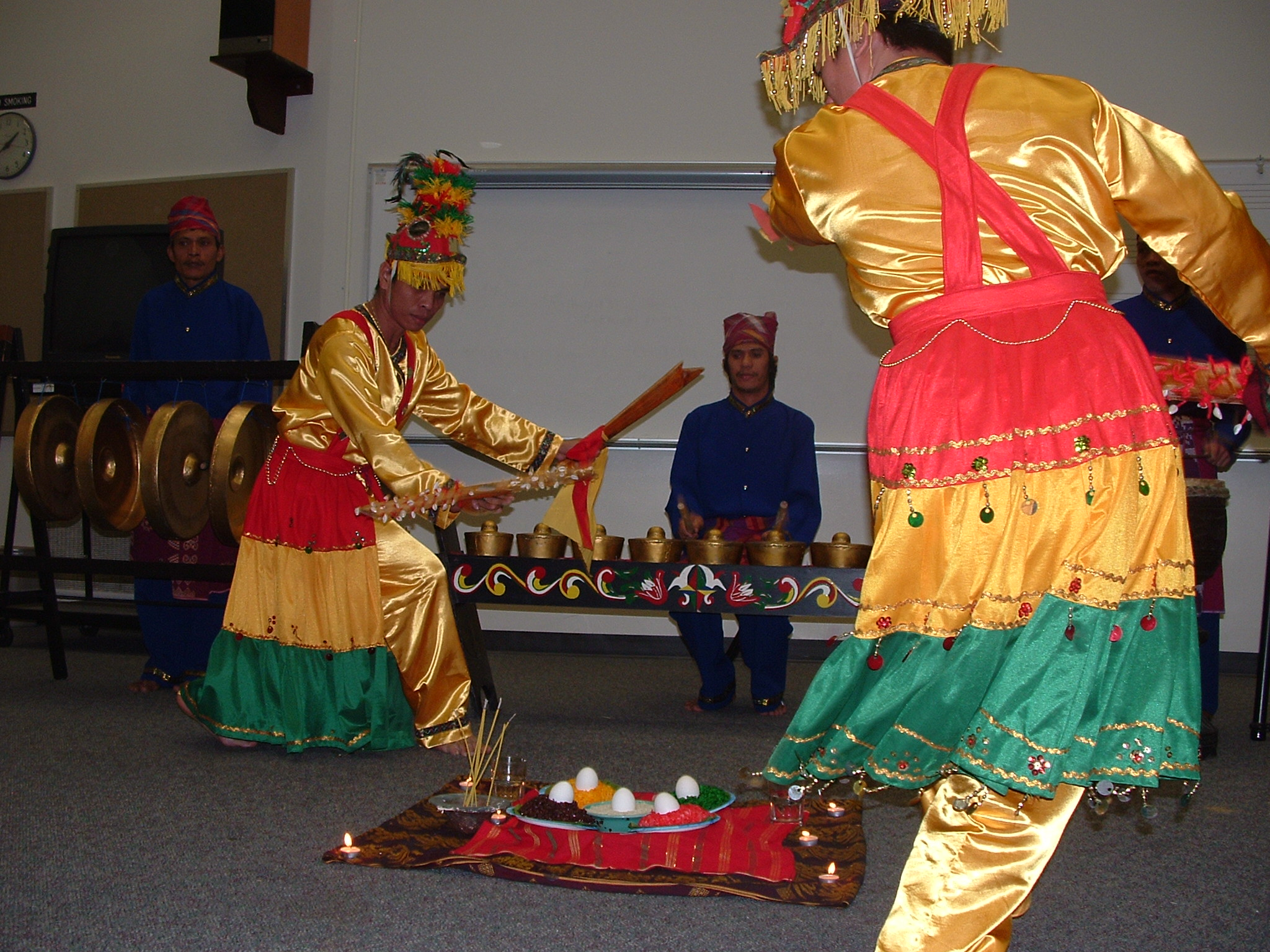
Begleitung eines Heilungsrituals.

Dagegen ist es nicht erlaubt, das Kulintang im Innern einer Moschee zu spielen oder in Zusammenhang mit islamischen Riten, Bräuche oder Feiertagen, wie dem Fastenmonat Ramadan, wo das Spielen wie auch das Essen erst nach Einbruch der Nacht gestattet ist. Verboten ist die Kulintangmusik ebenso während der Trauerperiode beim Tod einer wichtigen Persönlichkeit, während Beerdigungsfeiern und zu den Hauptzeiten der Saat- und der Erntesaison.

### Weitere Anwendungsformen

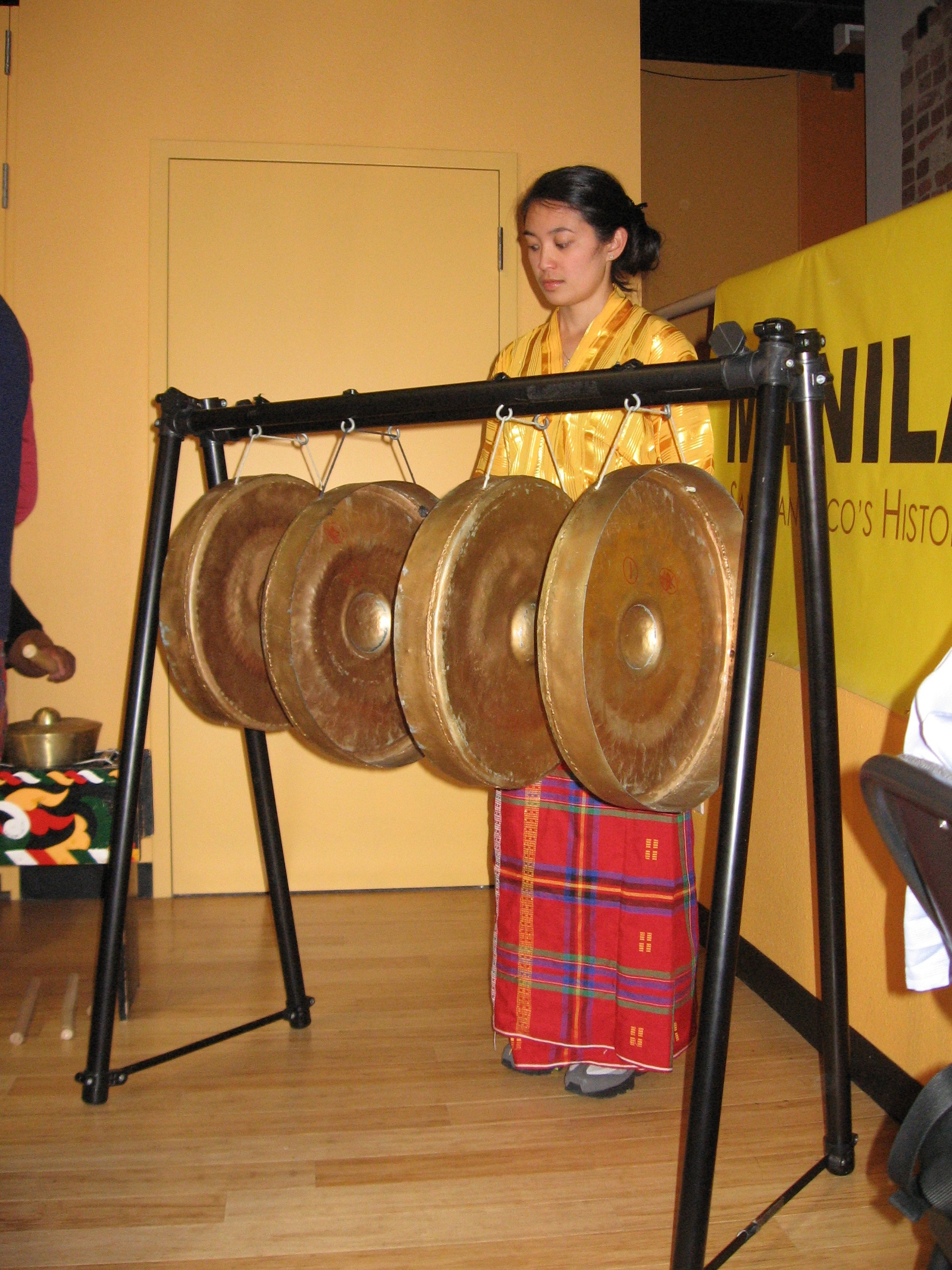
Für das Spielen von Apad-Darbietungen wird üblicherweise das Gandingan gewählt.

Gelegenheiten zur Darbietung der Kulintangmusik gibt es auch außerhalb von öffentlichen Aufführungen. So wird sie im Zusammenhang mit Heilungszeremonien und -ritualen (Pagipat) sowie bei ethnisch-religiösen Zeremonien dargeboten. Während diese Praxis bei den Maranos aufgrund ihrer nicht-islamischen Natur ausgestorben ist, wendet man sie in anderen Gebieten Mindanaos, in Sabah und in Maluku bis heute nach wie vor an.
Die ursprüngliche Form der Anwendung des Kulintang ist die Nutzung als Kommunikationsmöglichkeit, um Botschaften über eine weite Distanz von einem Ort oder Langhaus zum nächsten zu übermitteln.
Unter dem Namen Apad wird eine Verwendungsart bezeichnet, bei der die Sprechlaute der Maguindanao nachgeahmt werden. Dadurch entsteht eine Möglichkeit für eine Kommentierung oder Mitteilung innerhalb einer Gesellschaft, die nur von denjenigen zu verstehen ist, die die Musik zu interpretieren vermögen, was insbesondere auf viele ältere Sprecher der Sprache Maguindanao zutrifft.
Mittlerweile wird die als Apad bezeichnete Ausdrucksform kaum mehr verwendet, da sich die Zeiten geändert haben und sie keine Relevanz bei einer sich vergrößerten und sich vermischenden Gesellschaft besitzt. Anun hingegen ist eine Musik, die keine Botschaft übermittelt, sondern stattdessen benutzt wird, um Empfindungen und Gefühle auszudrücken. Dabei kommt sie mehr und mehr zur Verwendung, weil sie sich gut mit den musikalischen Stilen und den eigentümlichen Schöpfungen der heutigen Zeiten verbinden lässt.

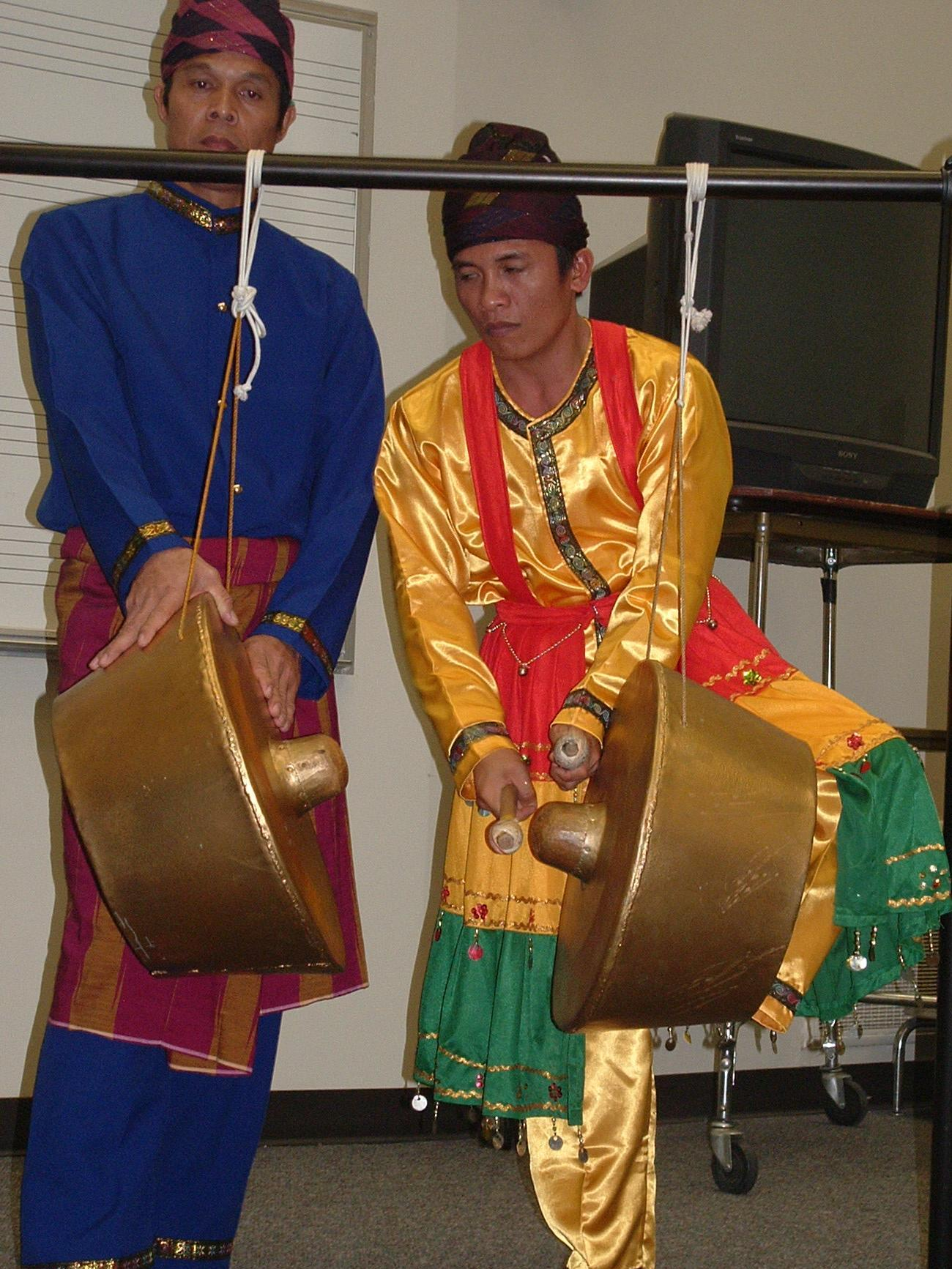
Ein Agung-Kandidat spielt das Agung unter Verwendung zweier Balus.

Eine wesentliche Bedeutung kommt der Kulintangmusik bei der Werbung zu, da es die strenge islamische Sitte nicht erlaubt, dass fremde, unverheiratete Männer und Frauen untereinander zusammenkommen. Traditionell halten sich die unverheirateten Töchter in einer speziellen Kammer im Dachgeschoss des Hauses auf, die sich Lamin nennt und die Mädchen von Besuchern und Freiern abgrenzt. Einzig wenn den jungen Frauen gewährt wird das Kulintang zu spielen, ist es den Freiern erlaubt, ihnen während der Darbietung den Hof zu machen. Dies ist möglich, da die Kulintangmusik als eines der wenigen gesellschaftlich gebilligten Ausdrucksmitteln angesehen wird, bei der eine Interaktion zwischen den Geschlechtern gestattet ist.
Eine weitere Anwendungsform sind Musikwettbewerbe, die, insbesondere unter den Maguindanao selbst, dabei zu einer einzigartigen Besonderheit dieser Kulintangdarbietungen geworden sind. Sie finden bei nahezu allen oben genannten Veranstaltungen statt, vorrangig jedoch bei Hochzeiten. Was die Maguindanaos jedoch von den anderen Gruppen abhebt, ist die Veranstaltungen von Solo Wettbewerben für das Gongspiel, bei dem einzelne Spieler ihre Fähigkeiten an verschiedenen Instrumenten des Ensembles darbieten können – dem Agung, dem Gandingan und dem Kulintang – im Gegensatz zu Gruppenwettbewerben, bei denen die Spieler eines Ortes gegen die Musiker einer anderen Ortschaft antreten müssen.

## Kompositionen

### Rhythmische Vorgaben
Die Kulintangmusik besitzt aufgrund ihrer Konzeption, die auf einer betonenden Spielweise basiert, keine festen Kompositionen. Der rhythmische Modus oder Ausdruck oder das rhythmische Schema wird als eine musikalische Einheit definiert, die alle fünf Instrumente der Gruppe miteinander verbindet. Durch die Zusammenführung der unterschiedlichen Rhythmen der einzelnen Instrumente, bestimmt ein Instrument die Musik, wobei bei einem Wechsel des Rhythmus ein anderes Instrument in den Vordergrund rückt und sich dadurch die Musik verändert. Dies ist für eine solche rhythmische Spielweise eine grundlegende Konzeption.

### Improvisation
Für einen Kulintangspieler ist die Fähigkeit zur Improvisation von entscheidender Bedeutung. Diese hat allerdings innerhalb der Vorgaben einer bestimmten rhythmischen Tonart zu erfolgen. Wie bei den Gamelan-Orchestern hat jede Kulintangspielart so etwas wie ein Thema, das von dem Kulintangspieler durch variable Ausschmückung, Beeinflussung bestimmter Elemente und durch den Einsatz von Wiederholungen, streckenden Elementen, Einfügungen, Pausen, Variationen umkleidet wird. Dabei ist das spezifische Taktgefühl des Spielers von großer Bedeutung. Der Kulintangspieler fungiert hierbei nicht alleine als Träger der Melodie, vielmehr bildet er die Führung für die gesamte musikalische Gruppe. Die Spieler bestimmen die Länge jeder Interpretation, können jederzeit über einen Wechsel des Rhythmus entscheiden, die Spielgeschwindigkeit erhöhen oder verlangsamen und dies entsprechend ihrem eigenen Geschmack bzw. der Komposition, die sie spielen.
Die Gewichtung auf die Improvisation kann, aufgrund der traditionellen Rolle, die die Musik besitzt, wie auch aufgrund der unterhaltenden Rolle, die sie für die gesamte Gemeinschaft darstellt, als essentiell angesehen werden. Die Zuhörer erwarten von den Spielern überrascht und in Erstaunen versetzt zu werden, indem diese ihre Darbietung in einem eigenen unverwechselbaren Stil vortragen und sie durch die Einbeziehung von improvisierten Elementen eine neue, eigenständige Version des Stückes kreieren. Würde der Spieler lediglich einen vorangegangenen Akteur imitieren und die Partitur ohne jegliche improvisierenden Anteile umsetzen, so würden die Zuhörer die Darbietung als nachgeahmt und banal empfinden. Dies erklärt ebenso, weshalb sich Stücke für musikalische Produktionen in mancher Hinsicht unterscheiden; da die jungen Männer und Frauen die Stücke einüben und einstudieren, bleibt hierbei kaum Platz für eine Improvisation.

### Kompositionen der Maguindanao und Maranao
Da das Zulassen einer solch großen Variation an Rhythmen fast zwangsläufig zu einer unzählbaren Anzahl an Einordnungsmöglichkeiten führen müsste, ist es dennoch möglich, auf Basis von verschiedenen Kriterien grundsätzliche Kategorisierungen durchzuführen. Hierbei können zum Beispiel die Anzahl der Schläge in einer wiederkehrenden musikalischen Phrase als Unterscheidungsgrundlage herangezogen werden oder aber man unterscheidet Differenzen in den melodischen und rhythmischen Gruppen innerhalb der musikalischen Phrasen. Auch lassen sich jeweils die Absätze in der rhythmischen Betonung und Abweichungen in der Eröffnungsform und den Kadenzmustern unterscheiden. Für die Maguindanaos sind drei bis fünf typische Genres festgelegt: Duyug, Sinulog, Tidtu, Binalig und Tagonggo. Die Marano besitzen auf der anderen Seite nur drei typische Gattungen: Kapromayas/Romayasv, Kapagonor/Onor und Katitik Pandai/Kapaginandang.
Diese allgemein einteilbaren Gattungen lassen sich untereinander weiter in Stilrichtungen, Unterkategorien und Stilwandlungen gliedern, welche wiederum voneinander unterschieden werden durch die Instrumentation, die Spieltechnik, die Veranstaltung und das durchschnittliche Alter und Geschlecht der Musiker. Grundsätzlich differenziert man diese Stile in das was gemeinhin als traditionell oder alt angesehen wird und das, was mehr eine zeitgenössische oder neuere Natur besitzt.
Alte Stile lassen sich durch die Attribute langsam, betonend und würdevoll beschreiben, wie es bei Stilarten wie dem Kamamatuan der Maguindanao und dem Andung der Maranao der Fall ist.  Die unter dieses Genre fallenden Stile zeichnen sich durch ein moderates Tempo aus, sind rhythmisch orientiert, ausgewogen und lassen Improvisationselemente zumeist vermissen. Zudem werden sie üblicherweise von älteren Leuten gespielt, wobei diese Stücke immer zu Beginn dargeboten werden, da auf diese Weise der älteren Generationen Respekt geschuldet wird.
Die neuen Stilarten, wie das Kagungudan der Maguindanao und das Bago der Maranao sind dagegen schneller, rhythmischer und mehr ausgefallen gehalten. Grundsätzlich lässt sich sagen, dass Stücke, die diesem Genre zuzuordnen sind, ein schnelleres Tempo besitzen und in ihrer Betonung auf kraftvolle und geschwindigkeitsreiche Elemente Wert legen. Sie werden von einer höheren und pulsierenderen Rhythmik bestimmt, ihnen ist eine stärke Improvisation eigen, bei der die Musiker verschiedene rhythmische und melodische Ausdrücke einarbeiten und bei denen keinerlei ältere Muster verwendet werden. ”Junge” Musiker, speziell junge Männer, neigen eher zu diesem Stil, wegen dessen Betonung auf Virtuosität und der ihm eigenen Individualität. In der Regel werden Kamamatuan-Stücke gespielt, um jüngere Musiker an der Veranstaltung teilhaben zu lassen.
Tagunggo ist dagegen eine Spielart, die keinem dieser beiden erstgenannten Stile zugeordnet werden kann, da sie einen mehr rituellen, denn unterhaltenden Charakter besitzt. Tagunggo wird vorzugsweise angewandt, um Trancezustände und rituelle Tänze zu begleiten, wie das Sagayan. Während des Spiels tanzt ein Ritusmeister zum Rhythmus dieser Musik und ersucht dadurch um die Hilfe eines Ahnengeistes (Tunong).

### Suluspezifische Kulintangan-Kompositionen
Sulu-typische Kompositionen für das Kulintang finden sich unter den Tausūg, den Samal, den Yakan, den Sama/Badjao und den Kadazan-Dusan. Obgleich keine zuordenbaren rhythmischen oder melodischen bzw. wie bei den Maguindanao mit eigenständigen Namen versehene Unterschiede zwischen den Mustern existieren, besitzt dennoch jede Gruppe ihre eigenen Musikkompositionen. So verfügen die Tausūg zum Beispiel über drei zuordenbare Kompositionen – Kuriri, Sinug und Lubak-lubak – die Yakan haben zwei – Tini-id und Kuriri – und die Dusan besitzen wiederum ebenso drei – Ayas, Kudidi und Tidung. Obwohl diese Melodien gerade innerhalb der Gruppen wie bei den Maguindanao und den Maranao variieren, werden sie von einem zentralen Thema bestimmt, dass den Sulu-Typus durch den Austausch von kurzen melodischen Sätzen zwischen dem Kulintang und dem Agung charakterisiert. Dabei imitieren und duplizieren beide Instrumente den Rhythmus des anderen sehr schnell. Dies ist deutlich bei den Tausūg in deren Sinug- und bei den Yakan in deren Tini-id- und Kuriri-Kompositionen zu erkennen, wo diese Art des Zweikampfes zu einem Spiel der Fertigkeiten und der Virtuosität erwächst.

### Kompositionen
Das Kulintang-Repertoire besitzt keine festen Kompositionen, da die Musik selbst nicht als eine fixe Einheit betrachtet werden kann. So wird sie durch Mündliche Überlieferung weitergegeben, wobei das Repertoire selbst immer in einem Zustand des Flusses ist, was zwei maßgebende Gründe hat. Zuerst wird einer Standardisierung einer Komposition keinerlei Vorrang zugestanden. Obgleich die Musiker selbst es erreichen, die Melodien gleichartig klingen zu lassen, können feste Kompositionen, die einem bestimmten rhythmischen Stil angehören, von Familie zu Familie bereits innerhalb des gleichen Ortes variieren. Für einen Musiker liegt der Schwerpunkt auf der Begeisterung und dem Vergnügen die Musik zu spielen, ohne auf den Komposition eines Stückes achten zu müssen. Da die Akteure ihre Stücke normalerweise improvisierend darbieten, sind bestimmte Stile immerzu Überarbeitungen und Änderungen unterlegen, die einer neuen Generation von Musikern übergeben werden. Dadurch wären feste Kompositionen nur an einem kurzen Zeitrahmen gebunden.
Diese Bedingungen machen jedoch den Versuch einer Einordnung der Kompositionen in eine einheitliche Gattung praktisch unmöglich. Ein Beispiel hierzu findet man unter den Maguindanao, wo das Wort Binalig von zeitgenössischen Musikern als eine Bezeichnung für eine rhythmische Spielart verwendet wird, die dem Kangungudan zugehörig ist, aber auch ein Begriff darstellt, der für eine gänzlich neue Stilart verwendet wird.
Ein anderes Beispiel betrifft die Diskrepanz zwischen „alten“ und „neuen“ Genres. Während sich neue Stücke bis heute kontinuierlich verbreiten, werden Stücke, die gerade einige Jahrzehnte zurück kreiert wurden, bereits als alt angesehen, obwohl dieser Begriff sich eigentlich auf traditionelle Stücke bezieht, die seit vielen Jahrhunderten bestehen. Diese Unterschiede machen dieses Repertoire diskussionswürdig und die Spielarten und Stile, die ihnen angehören, führen leicht zu Verwechselungen.

## Geschichte

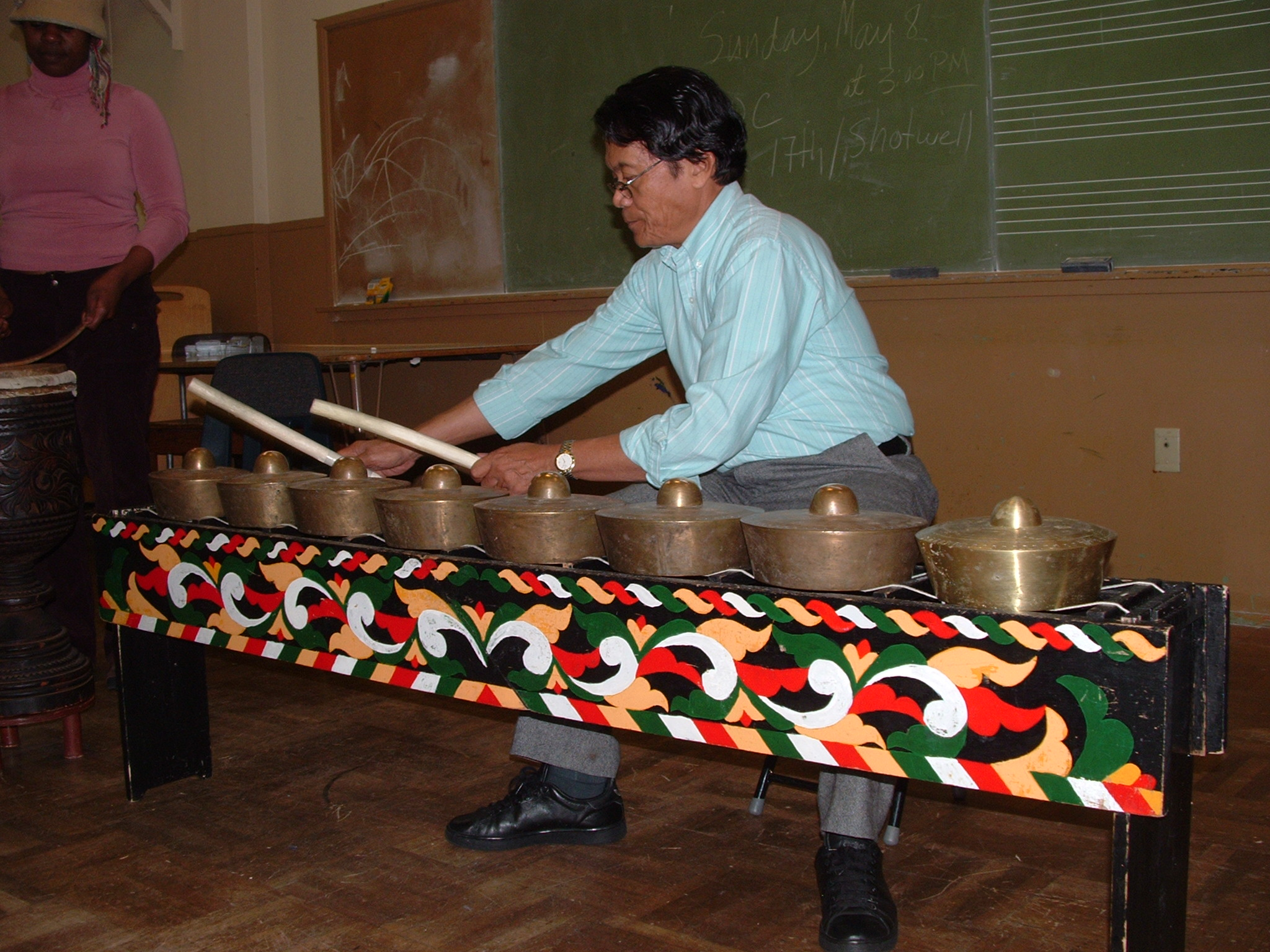
Das Spiel auf einem Kulintang

Die Kulintangmusik kann als ein uraltes Kulturgut gesehen werden, das den Einfluss des Islams, des Christentums und der westlichen Welt in sich trägt. Es heißt, auf den nördlichen Molukken existiert sie bereits seit Jahrhunderten. Auf den Philippinen repräsentiert sie die höchste Form der Gongmusik, die von Filipinos zu erreichen ist.
Obwohl diese Musik so alt ist, gibt es dennoch kaum verlässliche Zeitangaben, die über den Ursprung des Kulintang Aufschluss geben. Die frühesten geschichtlichen Berichte über Instrumente, die den heutigen ähneln, stammen aus dem 16. Jahrhundert und wurden von verschiedenen europäischen Entdeckern dokumentiert, die solche Instrumente bei ihrer Durchreise zu Gesicht bekamen.
Aufgrund der wenigen Informationen, die aus der Zeit vor der Ankunft der Europäer stammen, gibt es lediglich Theorien darüber, wann die ersten Modelle von Kulingtang-artigen Instrumenten erbaut worden waren. Heute herrschen zwei Theorien vor. Die eine Theorie legt nahe, dass der Bronzegong bereits eine sehr alte Geschichte in Südostasien hat, den Malaiischen Archipel vor zwei oder auch dreitausend Jahren erreichte und seinen Weg auf die Philippinen im 3. Jahrhundert n. Chr. von China her fand.
Eine andere Theorie bezweifelt diese zeitlichen Einschätzungen und geht davon aus, dass das Kulintang nicht vor dem 15. Jahrhundert existiert haben kann, da sie von einer javanesischen Herkunft ausgeht und sich die Gongtradition dort erst in diesem Zeitraum entwickelt hatte.
Trotz der verschiedenen Theorien darüber, in welchem Jahrhundert das Kulintang sich endgültig entwickelt hat, gehen beide gleichsam davon aus, dass das Kulintang von einer ausländischen Musikkultur aufgegriffen und in die bis heute in diesem Gebiet vorherrschende einheimische Tradition eingebunden wurde. Es ist wahrscheinlich, dass die frühesten Gongs bei einheimischen Urvölkern dabei nicht zur Unterhaltung verwendet, sondern als eine einfache Möglichkeit der Aussendung von Signalen und der Übermittlung von Botschaften genutzt wurden.
Die Kulintangmusik entwickelte sich somit aus einer einfachen Signalisierungsform heraus, ging über in eine Periode eines Ein-Gong-Ensemble mit einem einzigen Spieler (wie diejenigen, die bei den Ifugao von Luzon oder den Tiruray auf Mindanao anzutreffen waren) und entwickelte sich letztlich zu einem Multi-Gong-Instrument mit mehreren Musiker. Hierbei wurden musikalische Konzepten einbezogen, die ursprünglich von den Sunda stammten, ehe es sich schließlich zu dem heutigen Kulingtang-Ensemble entwickelte, bei dem weitere Instrumente wie der Dabakan und das Babendil/Babndir (philippinischer Gong) hinzugefügt wurden. Abrundend flossen letztlich dann noch musikalische Konzepte des Islam in diese Musikform ein, die von islamischen Händlern einst nach Südostasien gebracht worden waren.

### Herkunft des Gong

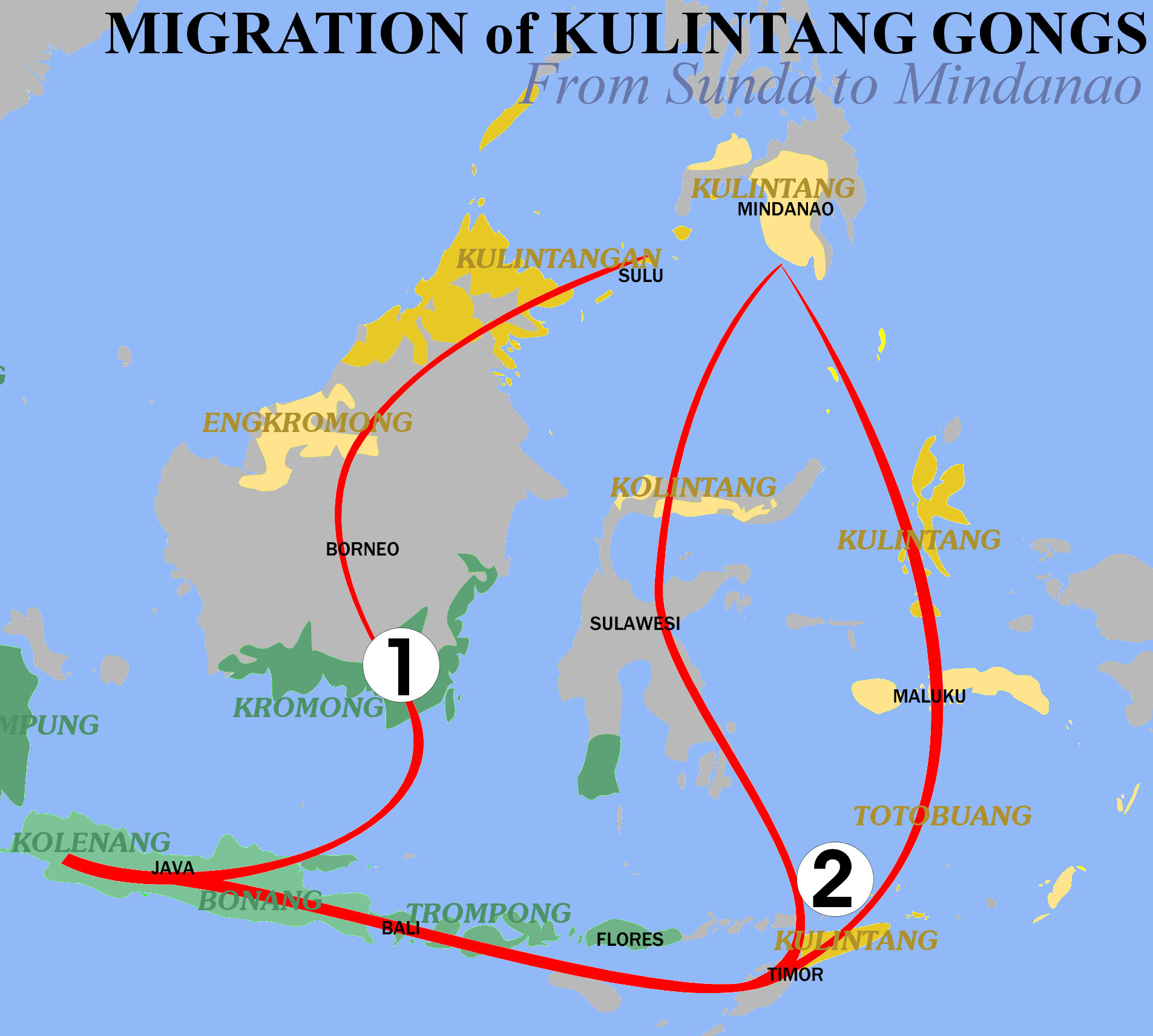
Zwei mögliche Routen der Migration von Kulintanggongs nach Mindanao

Es wird vermutet, dass der Kulintanggong selbst einmal ein ausländisches musikalisches Element gewesen war, das schließlich in die bestehende Folkloremusik eingebunden wurde. Man geht davon aus, dass sich die Bezeichnung Kulintang von dem aus der sundanesischen Sprache stammenden Kolenang ableitet, da beide auffallende Gemeinsamkeiten aufweisen. Zusammen mit dem Faktum, dass beide wichtige Rollen in ihren jeweiligen Ensembles spielen, zeigen beide, sowohl das Kulintang als auch das Kolenang, eine auffallende Gemeinsamkeit. So zum Beispiel in den sich verjüngenden Rändern, die einen Gegensatz zu dem ausgesprochen schmalen javanesischen Bonang und dem breitrandigen laotischen Laotian Khong-Vong-Gongs aufweist.
Gerade diese Ähnlichkeiten nähren die Haupttheorien, wonach das Kulintang ursprünglich auf die Philippinen importiert wurde, als das Kolenang seinen Weg über den malaiischen Archipel fand. Auf diese Etymologie gründend werden zwei Routen vorgeschlagen, die als Wege des Kulintang nach Mindanao in Frage kommen könnten: Der eine führt von Sunda über Banjarmasin, die Brunei und den Sulu-Archipel. Diese Route zeichnet sich dadurch aus, dass das Wort „Kulintangan“ hier gemeinschaftlich für eine horizontal angeordnete Reihe von Gongs verwendet wird. Die andere hat ihren Ausgangspunkt ebenfalls auf Sunda, verläuft aber über Timor, Sulawesi bzw. über die Molukken nach Mindanao, wo gleichermaßen jeweils die Wörter Kolintang und Kulintang geläufig sind.

### Zukünftige Entwicklung
Die traditionelle Rolle der Kulintangmusik hat mittlerweile im ostmalaiischen Archipel abgenommen und ist aus vielen Gebieten verschwunden, wo sie früher noch von großer Bedeutung gewesen war. Die Kulintang-Kultur hat auf den Philippinen, im Besonderen auf den nördlichen und zentralen Inseln von Luzon und den Visayas, aufgrund der dreihundert Jahre andauernden spanischen Kolonisation in diesen Gebieten nie eine herausragende Bekanntheit erfahren.
In gleicher Weise sind mittlerweile auch Sätze von fünf bronzenen Glockenspielen und einem Gong, die für die Totobuang-Musikgruppe der Buruinseln in den Zentralmolukken typisch waren, weitgehend ungebräuchlich geworden. Kolintangsätze von mit Buckeln versehenen Kesselgongs wurden einmal vor langer Zeit auch in Gorontalo, im nördlichen Teil der Insel Sulawesi verwendet, sind jedoch mittlerweile auch hier verschwunden und wurden durch lokal vertrauere Instrumente ersetzt – ein Brettinstrument, das als Kolintang bekannt ist. Die Tatsache, dass es heute noch Gebiete gibt, in denen sich trotz der europäischen Kolonialisierung die Kulintang-Tradition erhalten hat, ließ der Musik die Bezeichnung “the music of resistance” (die widerstandsfähige Musik) zukommen.
Dennoch bedroht der Einfluss der Globalisierung und die Einführung von westlichen und ausländischen Wertvorstellungen die Existenz der Kulintangmusik heutzutage mehr denn je. Jüngere Generationen wenden sich lieber westlicher Popmusik zu oder spielen mit anderen Kindern auf den Straßen, als ihre Zeit mit dem Erlernen und Einüben der traditionellen Instrumente ihrer Eltern zu verbringen.
Durch die Arbeit einiger Musikmeister wie Meister Danongan Kalanduyan und Usopay Cadar hat die Kulintangmusik jedoch eine Wiedergeburt erfahren. Ihnen ist es zu verdanken, dass die Kulintangmusik im später 20. Jahrhundert die Ufer der Vereinigten Staaten erreichte. Dadurch, dass diese Meister ihre eigenen Studenten aus Universitäten wie der University of Washington oder der San Francisco State University nach Mindanao senden, um dort das Kulintang vor ihren eigenen Leuten zu spielen, entsteht so eine Wiederauferstehung dieser Musikkultur. Viele der jüngeren Generationen der Maguindanao oder Maranao werden auf diese Art ermutigt, ihre eigenen traditionellen Musik zu spielen, wenn sie sehen, dass auch und vor allem ausländische Spieler mit dem Kulintang musizieren. Diese Wertschätzung, die von philippinischstämmigen Amerikanern der Musik entgegengebracht wird, gibt nun den Anstoß für eine Wiederbelebung dieser im Sterben begriffenen Tradition und wurde gleichzeitig zu einem Symbol für die Einheit der Überseefilipinos.

## Zusammensetzung verschiedener Ensembles
Die Zusammenstellung der Kulintang-Ensembles kann sich über die Regionen hinaus von Gruppe zu Gruppe deutlich unterscheiden. Generell setzt sich ein solches Ensemble aus fünf bis sechs Instrumenten zusammen und besitzt ein zentrales Instrument, wie zum Beispiel eine Gongreihe, das die Melodie für die gesamte Musikgruppe vorgibt.
| Gruppe und ihre Bezeichnung | Gruppe und ihre Bezeichnung        | Waagerechte Gongs | Hängende Gongs | Trommeln              | Begleitende Gongs oder Trommeln | Weitere Gongs oder Trommeln |
| --------------------------- | ---------------------------------- | ----------------- | -------------- | --------------------- | ------------------------------- | --------------------------- |
|                             |                                    |                   |                |                       |                                 |                             |
| Maguindanao                 | Kulintang Ensemble                 | Kulintang         | Agung          | Dabakan               | Babendil (Gong)                 | Gandingdan (Gong)           |
| Maranao                     | Kolintang Ensemble                 | Kolintang         | Agong          | Dbakan/Dadabuan       | Babndir (Gong)                  |                             |
| Tausūg/Suluk                | Kulintangan Ensemble               | Kulintangan       | Tunggalan      | Gandang               | Pulakan(Duahan) (Gong)          | Buahan(Duahan) (Gong)       |
| Samal                       | Kulintangan Ensemble               | Kulintangan       | Tamuk          | Tambul                | Pulakan(Duahan) (Gong)          | Bua(Duahan) (Gong)          |
| Sama/Badjao                 | Batitik Ensemble                   | Kulintangan       | Gong Besar     | Gandang               |                                 | Bandil (Gong)               |
| Yakan                       | Kwintangan Ensemble                | Kwintangan        | Agung          |                       |                                 |                             |
| Bolaang Mongondow           | Kolintang Ensemble                 | Kolintang         | Banding        | Doppelmembrantrommeln |                                 |                             |
| Malaien                     | Kulintangan Ensemble               | Kulintangan       | Agong          | Gendang               |                                 | Tawak-Tawak (Gong)          |
| Lotud                       | Mojumbak Ensemble                  | Kulintangan       | Tawag-Tawag    | Gendang               |                                 |                             |
| Iban/Sea Dayaks             | Engkromong Ensemble                | Engkromong        | Tetawak        | Dumbak                |                                 | Bandai (Gong)               |
| Ternate                     | Kulintang/Remoi Sahi-Sahi Ensemble | Momo              | Saragi         | Baka-Baka             | Podo (Trommel)                  | Dabi-Dabi/Cik (Becken)      |
| Tidore                      | Jalanpong Ensemble                 | Momo              | Saragi         | Baka-Baka             | Podo (Trommel)                  | Dabi-Dabi/Cik (Becken)      |
| Ambon                       | Totobuang Ensemble                 | Totobuang         |                | Tifus                 | Trommeln                        |                             |

Verwandte Musikinstrumente sind bonang, kenong, canang, keromong, kromong, kethuk, trompong/terompong, rejong, talempong, chalempung, caklempong/caklempung, khong vong, khong wong yai/khong wong lek, khong toch/khong thom, krewaing/krewong.